# Grad Xàtiva
Grad Xàtiva (valencijsko: Castell de Xativa, špansko:  Castillo de Játiva) je grad, ki se nahaja v mestu Xàtiva v bližini Valencije, Španija. Nahaja se na strateškem položaju nad starodavno cesto Via Augusta, ki je vodila iz Rima čez Pireneje in do sredozemske obale pri Cartageni in Cádizu.
Leta 1092 so grad zasedli Almoravidi, ki so bili izgnani v uporu, ki je potekal leta 1145. Med vstajo je grad oblegal guverner Valencije Marwan Abd-al-Aziz. Leta 1171 je grad končno padel, skupaj z ostalo obalo Levante v roke Almohadov.
Kralj Jakob I. Aragonski je začel svojo križarsko vojno poleti leta 1239 in končno zavzel Xativo 22. maja 1244 po petmesečnem obleganju. Po predaji krščanskemu monarhu in podpisu pogodbe v Xátivi, so Mavri predali manjši bližnji grad Jakobu I., medtem ko jim je bilo dovoljeno, da še naprej, še dve leti, zasedajo večji grad, kar je temeljijo na pogojih iz pogodbe.
Po dveh letih je kralj Jakob I. Aragonski naselil velik del mesta s katalonskim in aragonskim prebivalstvom.
Sprehod do gradu je dolg, vendar so pogledi senzacionalni. Na poti navzgor je na levi strani Ermita de San José iz 18. stoletja in na desni lepa romanska Iglesia de Sant Feliu (1269), najstarejša cerkev v Xativi. Tukaj so zelo lepi ostanki dela starega muslimanskega mesta.
Na ščitu Xátive je v jedru stolp, od katerega tečeta dve steni, ki se končata na gradu, ki predstavlja dva gradova Xative, kar kaže to dvojno moč. Grad levo se imenuje Castillo Menor, grad na desni pa Castillo Mayor. 

## Nastanek
Prva utrdba ima svoj izvor v iberskem gradbeništvu, ki je bilo znano višjih predelih gora (Castillo Menor). Nato so jo osvojili Rimljani, ki so zgradili drugi del, ki je bil povezan s predhodnim (Castillo Mayor). Oba sta bila prenovljena pod Arabci, ki so še povečal obzidje, dokler ni praktično sovpadalo s trenutnim stanjem. Potem je, z večjimi ali manjšimi spremembami, te zidove in grad osvojil Jakob I.

## Državni zapor
Po osvojitvi Jakoba I. in ustanovitvi Kraljevine Valencije, je grad igral vlogo ne samo pri obrambi mesta, ampak je bil državni zapor Aragonske krone. Med drugimi znanimi zaporniki so bili: infanti Sardanes, Alfonz in Fernand, vnuka Alfonza X., Jakob Aragonski, grofa Urgel, Maroto Ugolen, poveljnik reda svetega Janeza, Markiz de Oristany, Martin Díez de Aux, aragonski sodnik, Pere Quixal, opat Poblet, Didac de Borja, brat Francisca de Borja in vojvoda Kalabrije.

## Lastnosti in strateški pomen
Večino časa obstoja Kraljevine Valencija, je bil grad Xativa in mesto samo zelo pomembno. Razlog je bil, da je bila Xátiva naravni vhod iz Kraljevine Kastilija in zato ključna točka pri nadzoru kraljestva. Čeprav je res, da s poenotenjem Hispanskih kron (ne kraljestev), ta vloga ni bila tako pomembna, je bil v 16. stoletju še naprej državni zapor. Xátiva je bila glavni kraj za notranje zadeve onkraj Júcar in drugo mesto v kraljestvu, ki je še naprej igralo pomembno vlogo vse do vojne za nasledstvo.
Med večino obdobja je veljal za eno najboljših utrdb ne le krone Aragon, ampak na celotnem polotoku. Bil je zelo nepremagljiv. Na eni strani Bixquet, to je gorata notranjost Valencije, kjer je bilo težko formirati napad, sta dva gradova Xátiva zaščitena s pečinami gorskega Vernisa, medtem ko so morali napadalci na drugi strani premagati obzidje: prvo glavno obzidje je ščitilo celotno mesto in več sekundarnih obzidij. Mimo tega, da je bilo težko vstopiti trdnjavo, ker sta bila gradova dva in ne eden, bi se lahko branilci umaknili v drugega, če bi prvega izgubili.

## Propad
Propad gradu Xativa je prišel z vojno o dedovanju, saj bi težko topništvo hitro uničilo zastarelo obrambo. Tega se je zavedal Juan Bautista Basset, inženir in strelec, ki je okrepil vse obrambne položaje in predvsem grad Xativa. Danes je še ohranjen stolp na gradu, znan kot Garita Basset. Njegov trud mu je pomagal uspešno zaustaviti prvo obleganje Xátive maja 1706 pod vodstvom grofa Torres de Acorrina, vendar so naslednje leto obzidje na dveh točkah poškodovali, tako da je grad utrpel veliko gmotno škodo. Kljub temu čete Asfelda, ki so prišle po zmagi v bitki pri Almansu, niso mogle doseči gradu. Ta se je predal šele po dogovoru s francosko garnizijo 12. junija 1707 (po približno mesec dni dolgem obleganju). Od tedaj je grad začel nazadovati, predvsem zaradi rušenja Xative, pa tudi potresa leta 1748.

## 20. in 21 stoletje
V dvajsetem stoletju je grad prešel v roke Gregoryja Molina, ki je obogatel s papirjem, tradicionalno industrijo v Xativi. Rezultat je bil izgradnja neogotskega niza, ki zavzema osrednji del gradu po znani fotografiji. Prišlo je do tretjega gradu, ki je bil dodan drugima dvema. Kasneje je grad pridobila Caja de Ahorros Valencia (aktualno Bancaja) in ta ga je prodala vladi.
Trenutno ima grad status dediščine Valencije in ga upravlja mesto Xativa.